# Мобілізація промисловості (початок 20 ст.)
Мобілізація промисловості в Україні на початку 20 ст. — перебудова економіки та керівних інститутів країни з метою забезпечення потреб війни (див. також Воєнна економіка). Мобілізація промисловості (М.п.) тісно пов'язана з мілітаризацією, евакуацією, індустріалізацією, концентрацією, монополізацією, державним регулюванням виробничих потужностей. 1905–07, у ході російсько-японської війни 1904—1905 та деякий час після її закінчення, було проведено часткову мобілізацію казенних підприємств та ряду суднобудівних заводів України («Белліно-Фендеріх», Миколаївського). Перша світова війна означала зовсім ін. рівень М.п. краю: уже 1 жовтня 1914 під контроль уряду Російської імперії було взято фабрики стратегічного характеру. Створена в травні 1915 Особлива нарада з оборони мала своїх представників у Катеринославі (нині м. Дніпро), Чернігові, Херсоні, Керчі, Полтаві. Особлива нарада щодо палива — комісію в Харкові та бюро в Одесі. Тоді ж на найбільші підприємства України прибули постійні інспектори військового міністерства Російської імперії. Мідь, латунь, криця, свинець оголошуються забороненими для експорту стратегічними товарами, що змінило умови функціонування металургійних заводів Катеринославщини. Складовою частиною М.п. стали таксування цін та реквізиції (торкнулися всіх цукрово-рафінадних заводів Київщини), запровадження сірникової, кам'яновугільної державних монополій (мало значення для Волині й Донбасу). У 2-й половині 1915 починається М.п. окремих губерній країни, мілітаризація праці (знімаються всі обмеження щодо використання праці жінок і дітей, бронюються від фронту кваліфіковані робітники, залучається м'язова сила військовополонених). Із січня 1916, за ініціативою Харківського земства, в регіоні вводиться військово-промислова повинність.